# Desmolaimus balatonicus
Desmolaimus balatonicus is een rondwormensoort uit de familie van de Linhomoeidae. De wetenschappelijke naam van de soort is voor het eerst geldig gepubliceerd in 1894 door Daday.